# Lars Baker
Lars Thalian Baker (5. januar 1892 - 7. jun 1930) bio je norveški arhitekta.

## Biografija
Baker se školovao na Nacionalnoj akademiji umetnosti kod mentora Herman Major Shirmera i na Kraljevskom institutu za tehnologiju u Stokholmu, gde je diplomirao 1915. godine.
Radio je kao asistent sa nekoliko značajnih savremenih arhitekata u Norveškoj, uključujući Harald Halsa, Arnstein Arneberga, Ole Sverea i Magnus Poulsona. Po završetku stažiranje u Udruženju arhitekata u Londonu, počeo je svoju praksu u Kristijaniji (danas Oslo).
Baker je radio nekoliko značajnih skandinavskih dela, uključujući rezidenciju prestolonaslednika i princeze na Skaugumu, restorane Skansen i Ekeberg u Oslu, i prve poslovne visespratne zgrade u gradu. Njegov restoran Skansen, završen 1927. godine, je bio modernistička zgrada u Norveškoj,koja mu je donela titulu pionira skandinavskog funkcionalizma.
Baker je umro u 38. godini od infekcije streptokoka, ali je nekoliko članova njegove firme nastavilo njegov rad koji je iznedrio nova imena kao sto su Frithjof Stoud Platou, Helge B.Thams, Ingeborg Kraft, Jakob Hansen, Hagbart Nilsen i Georg Fos.

## Galerija
- Ovre Slottsgat.
- Ekebergrestauranten.
- Horngarden.